# Estupa
Uma estupa, também chamada chörten, chaitya, chedi, pagode e dágaba, é um monumento construído sobre os restos mortais (geralmente cremados) de uma pessoa importante para a religião budista. Tem o formato de torre, geralmente cónica, circundada por uma abóbada e, por vezes, com um ou vários chanttras (toldos de lona). Com o tempo, evoluiu para uma representação arquitetônica do cosmo.

## Galeria

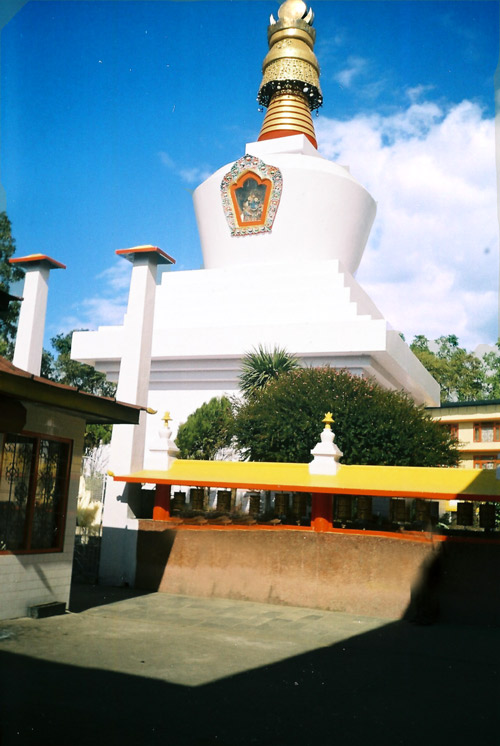
Estupa Do-drul em Ganguetoque, no Siquim, Índia
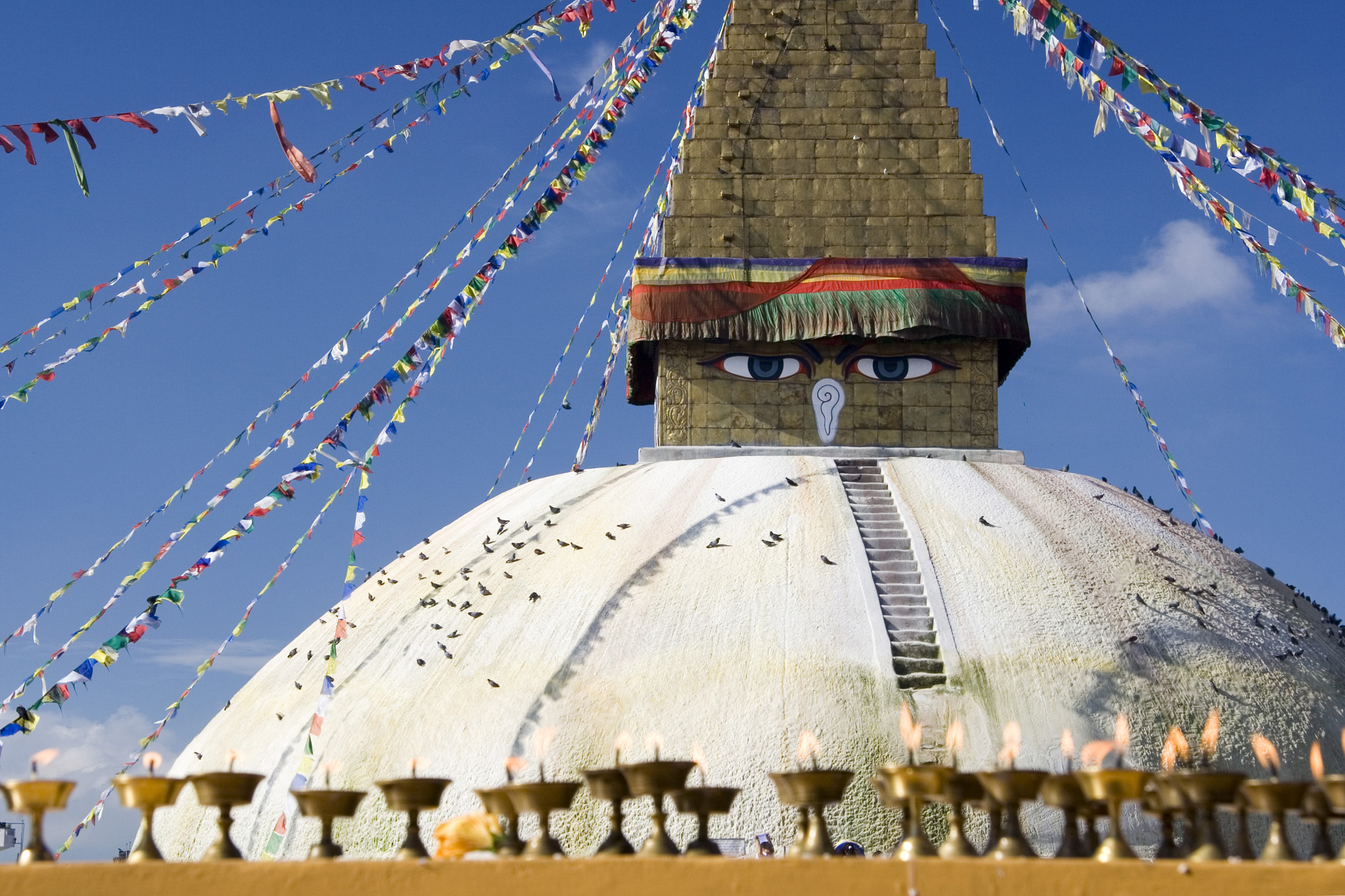
Estupa Bodnath, em Catmandu, Nepal
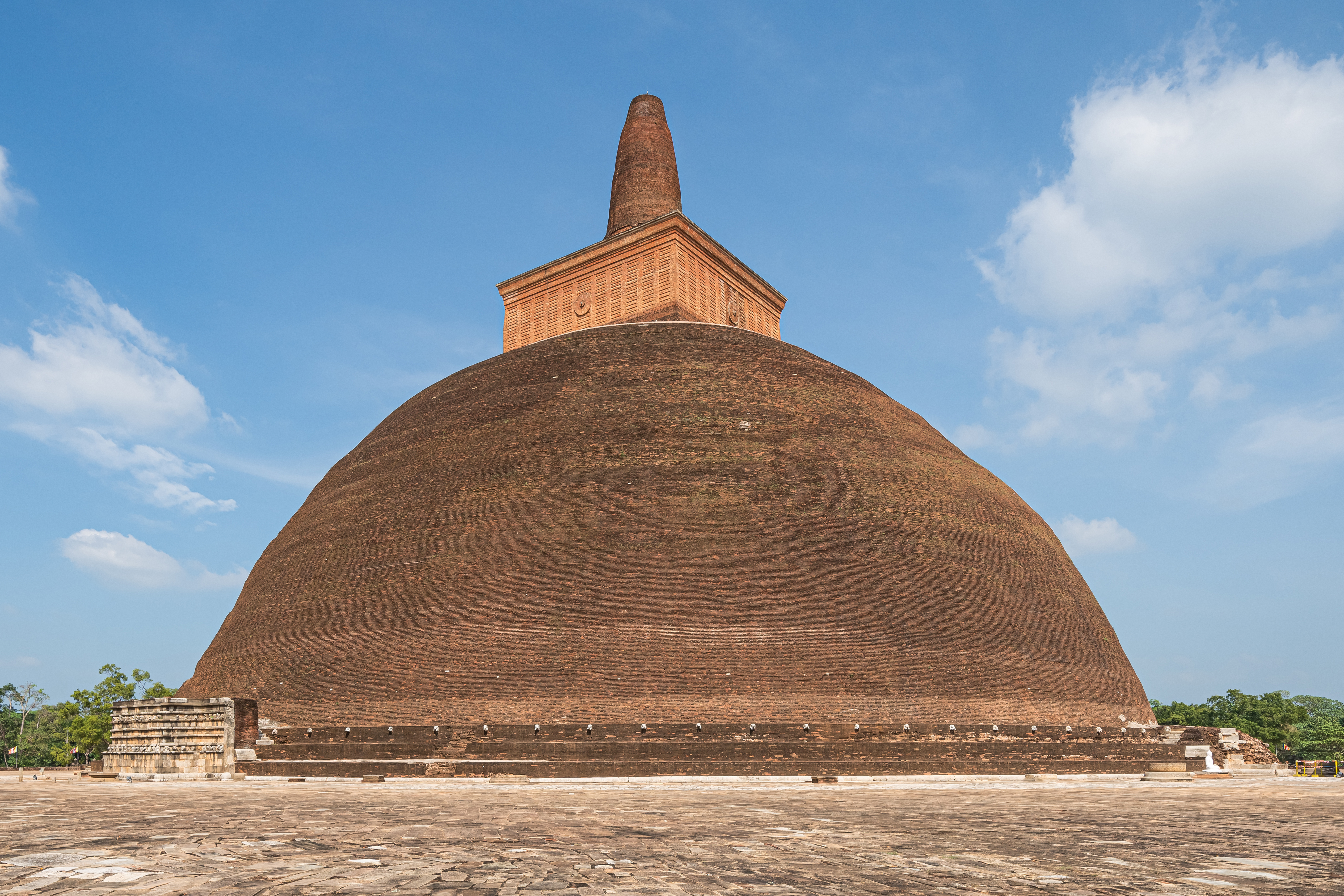
Abayagiri Dageba, em Anuradapura, Sri Lanka